# Unión de Colonias de la Puerta Sur
La Unión de Colonias de la Puerta Sur (UCPS) es un organismo basado en una política de puertas abiertas, transparente, eficaz, democrática, apartidista e incluyente, enfocando sus esfuerzos para obtener servicios públicos de calidad para todos sus habitantes, cuidando el medio ambiente y el ordenamiento urbano.

## Fundación
Fue fundada en el mes de agosto de 2007 por miembros de los consejos de las colonias Agua Blanca, Agua Blanca Industrial, Azaleas Residencial, Campestre Los Pinos, Ciudad Bugambilias, El Mante, El Palomar, Paraíso Los Pinos, con el objetivo de organizar las comunidades de la región sur de la Zona Metropolitana de Guadalajara para solicitar y exigir cuentas y resultados a los municipios de Zapopan, Tlaquepaque y Tlajomulco. Finalmente queda constituida en el mes de marzo de 2008.

## Estructura
La UCPS está conformada por un consejo de administración y cuatro comisiones permanentes: Ecología, Desarrollo Social, Desarrollo Urbano y Comunicación.

El consejo de administración está conformado por:
- la presidencia,
- la secretaría,
- la tesorería y
- las vocalías.

Las comisiones son integradas por:
- la coordinación y
- los colaboradores.

Y existe una Coordinación de Comisiones.